# Patrouille militaire

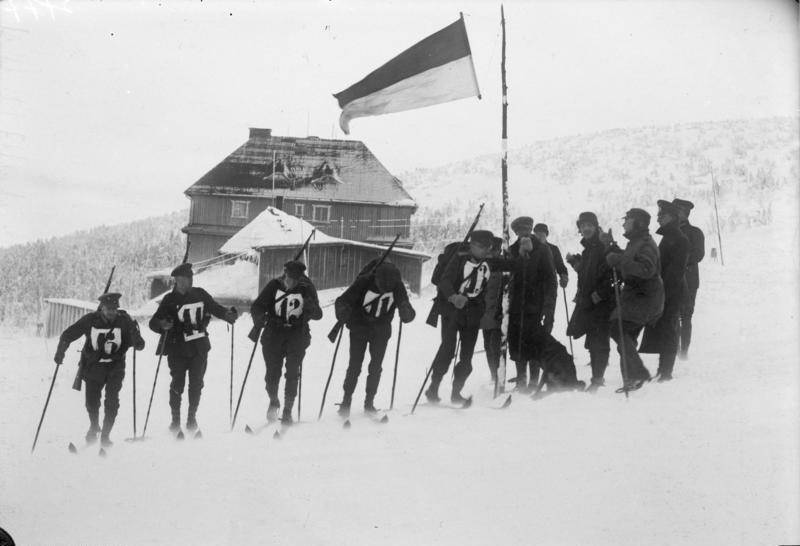
Une équipe allemande de patrouille militaire de la Reichswehr s'entraînant en 1932 aux Monts des Géants

La patrouille militaire, ou ski militaire, est un sport d'hiver par équipe apparu au début du XXe siècle combinant ski de fond et tir sportif. L'équipe est composée d'un officier accompagné par un sous-officier et deux soldats. Ce sport est précurseur du biathlon (voir cet article pour l'historique complet de l'association du ski et du tir depuis les origines).
La patrouille militaire fait partie du programme olympique des Jeux olympiques d'hiver de 1924 à Chamonix. Elle est un sport de démonstration aux Jeux olympiques d'hiver de 1928 à Saint-Moritz, de 1936 à Garmisch-Partenkirchen et de 1948 à Saint-Moritz.